# Булякаївська сільська рада
Буляка́ївська сільська рада (рос. Булякаевский сельский совет) — муніципальне утворення у складі Федоровського району Башкортостану, Росія. Адміністративний центр — присілок Верхній Алиштан.

## Населення
Населення — 477 осіб (2019, 501 в 2010, 493 в 2002).

## Склад
До складу поселення входять такі населені пункти:
| Населений пункт           | Населення, осіб (2002) | Населення, осіб (2010) |
| ------------------------- | ---------------------- | ---------------------- |
| Булякай, присілок         | 76                     | 62                     |
| Верхній Алиштан, присілок | 322                    | 351                    |
| Нижній Алиштан, село      | 95                     | 88                     |